# 錫爾卡
錫爾卡（西班牙語：Silca），是洪都拉斯的城鎮，位於該國西部，由奧科特佩克省負責管轄，始建於1684年，面積255.55平方公里，海拔高度626米，2001年人口7,901，人口密度每平方公里31人。
14°50′N 86°32′W / 14.833°N 86.533°W